# Friedrich Matthias Jacobus Claudius

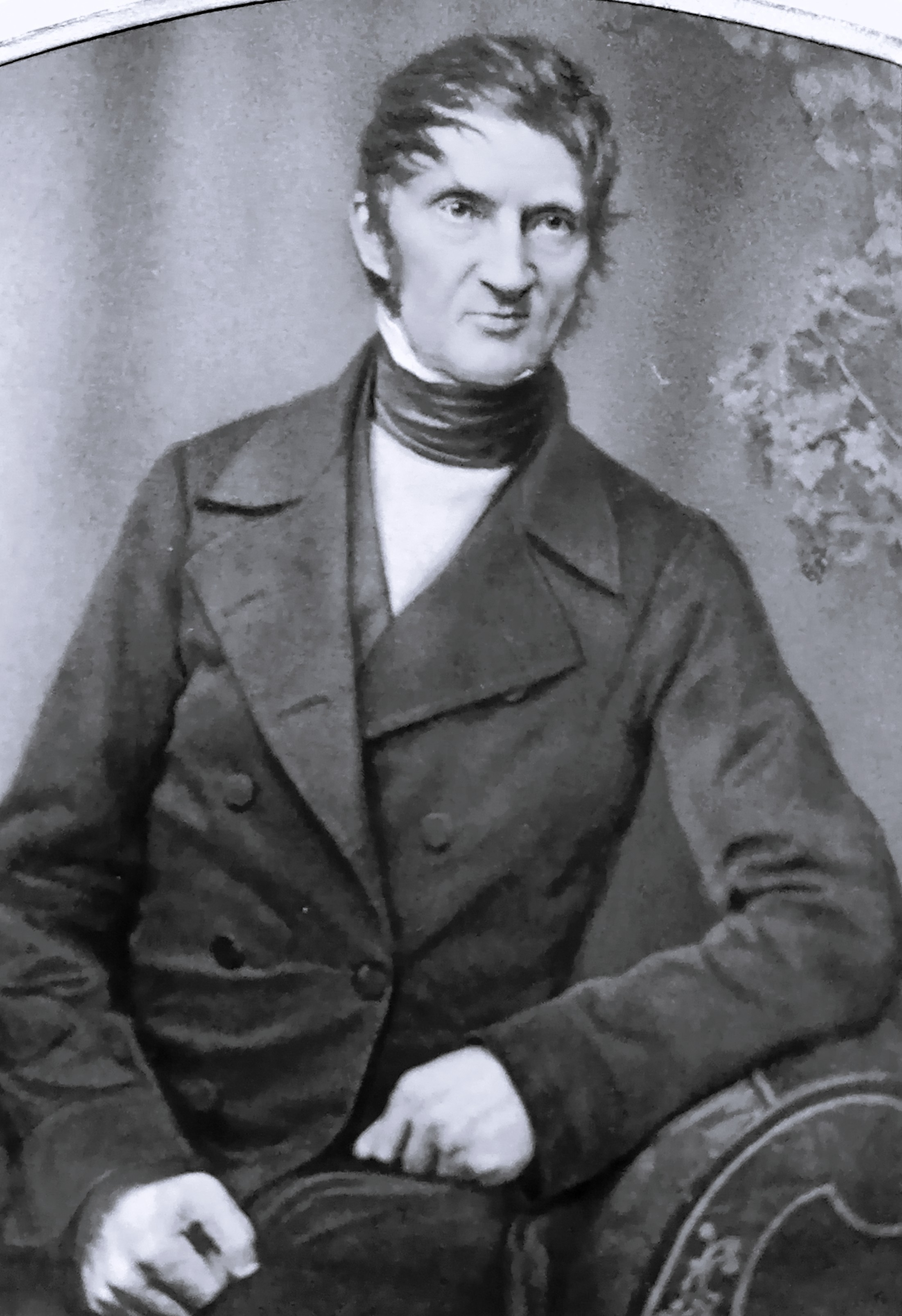
Senator Friedrich Claudius

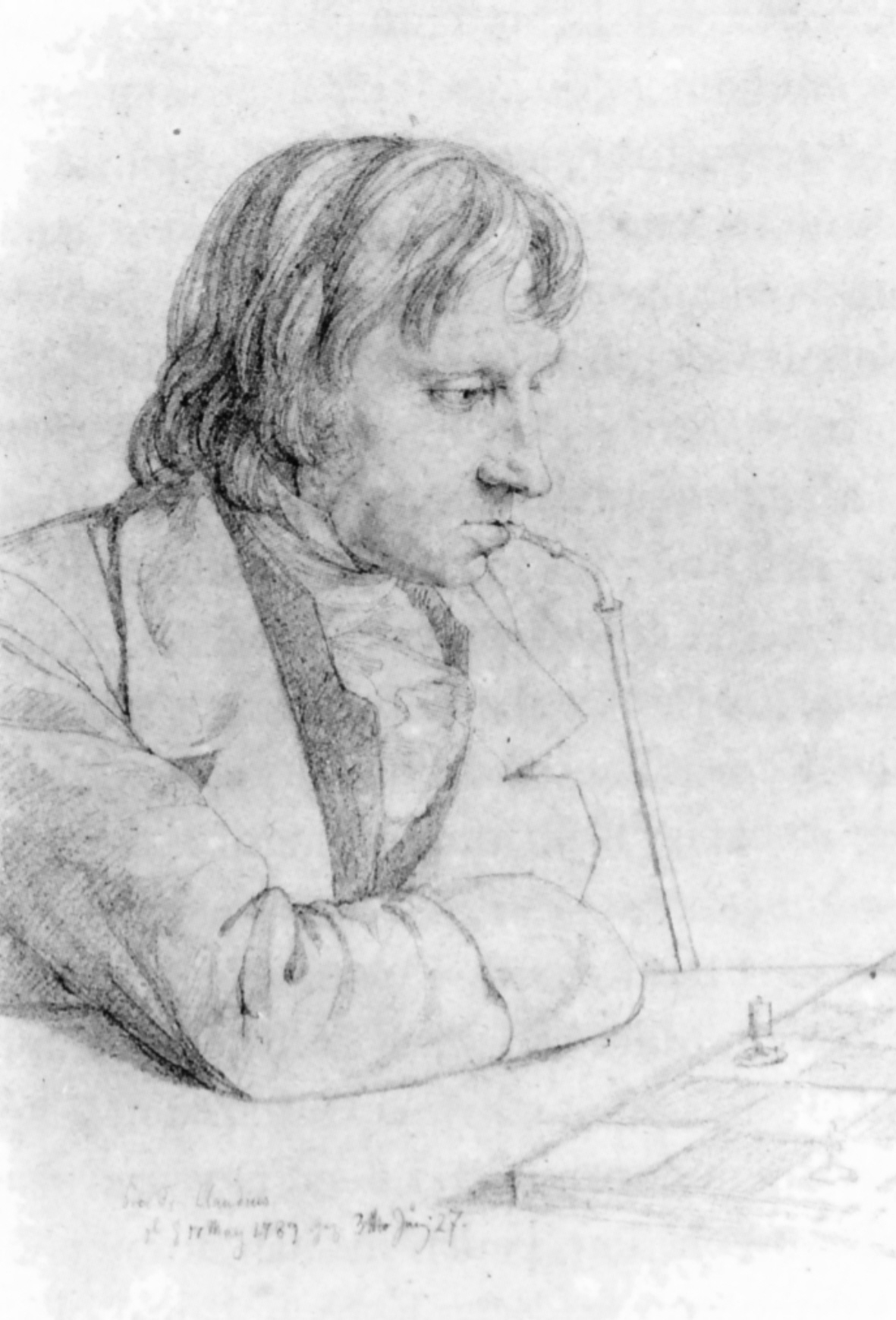
Porträtiert von Carl Julius Milde

Friedrich Matthias Jacobus Claudius (* 17. Mai 1789 in Wandsbek; † 27. Oktober 1862 in Lübeck) war ein deutscher Advokat, Ratsherr und 1851/52 Bürgermeister der Hansestadt Lübeck.

## Leben
Claudius wurde als das zehnte von zwölf Kindern des Dichters Matthias Claudius und dessen Frau Rebekka geb. Behn geboren. Er erhielt zunächst von seinem Vater Privatunterricht und besuchte dann mit 14 Jahren die Landesschule Pforta. Danach studierte er Rechtswissenschaften in Kiel und Heidelberg. 1812 legte er vor dem holsteinischen Obergericht in Glückstadt das juristische Staatsexamen ab und nahm seine erste praktische Tätigkeit in der holsteinischen Verwaltung als Sekretär des Amtes Reinbek auf. 1814 wurde er in Lübeck zur Anwaltschaft zugelassen. 1815 war er Teilnehmer des Befreiungskrieges bei den Lübecker Jägern. Danach war er bis zu seiner Wahl in den Rat der Stadt Lübeck am 20. November 1833 erfolgreich als Anwalt tätig. Im Rat übernahm er überwiegend Aufgaben als Richter an den Lübecker Gerichten und in der Justizverwaltung; er war aber zeitweilig auch im Finanzdepartement und in der Kommission für kirchliche Angelegenheiten der Stadt. Im Amtsjahr 1852 war er Bürgermeister. Daneben engagierte er sich in den Vorsteherschaften des Brigittenstiftes und der Westerauer Stiftung als Präses.
Er war seit dem 3. September 1817 mit Johanna Wilhelmine Momma (geb. in Hamburg am 10. Dezember 1791) verheiratet, eine ältere Schwester von Julie Momma, der Mutter des Violinisten, Dirigenten und Komponisten Alexander Ritter (1833–1896).
Einer seiner Söhne war der Marburger Anatom Friedrich Matthias Claudius, der andere wurde Förster in Behlendorf. Seine beiden unverheirateten Töchter Rebecca (1819–1900) und Caroline (1830–1881) gelten als Vorbild für die Schwestern Gerhardt in Thomas Manns Buddenbrooks.
Sein Nachlass liegt im Archiv der Hansestadt Lübeck, einige Stücke zur Familiengeschichte im Staatsarchiv Hamburg. Der Stadtbibliothek Lübeck schenkte er 1857 das vollständige Handexemplar des Wandsbeker Boten aus Familienbesitz. Fehling als Biograph urteilte über sein Wirken:

„Während seiner Amtstätigkeit war Claudius durch seine göttliche Grobheit gegen Jedermann berühmt. Andererseits ward ihm nach seinem Ende von urteilskräftiger Seite nachgerühmt: „Geradheit und Biederkeit des Charakters, strenge Gerechtigkeitsliebe, gewissenhafte Erfüllung seiner Amtspflichten, verbunden mit einer liebenswürdigen Gemütlichkeit und einer reichen Gabe gesunden Witzes.“ Jedenfalls hatte er wenige treffliche Freunde, zu denen Bürgermeister Overbeck und Syndikus Curtius gehörten, und viele Gegner.“

## Schriften
- Vertheidigungs- und Supplicationsschrift des Hufners Hans Jacob Hartz zu Dissau in Untersuchungssachen des Dunkelstorfer Gerichts wider ihn wegen Verdachts der Theilnahme an der Ermordung seines Schwiegersohns Joh. Hinr. Krahn jun. zu Dunkelstorf. Borchers, Lübeck 1821.